# 汉谟拉比法典
《漢摩拉比法典》（法語：Code de Hammurabi，天主教译为哈慕辣彼法典），是古巴比伦第六代国王漢摩拉比颁布的一部法律，約公元前1776年（中年表）頒布。
即使後來考古發現至少3塊更早公布的成文法典（如《烏爾納姆法典》），漢摩拉比法典仍被认为是世界上最早的一部比较具有系统的法典。

## 历史
1901年底到1902年1月，由法國考古隊在埃兰古城苏萨（今属于伊朗）发现，为一高2.25公尺的黑色的玄武岩圆柱，现存法国巴黎羅浮宫博物馆。推測為前12世紀時伊蘭自巴比倫掠奪回去。
圆柱上端有汉摩拉比从太阳神沙瑪什（Shamash，一名Utu）的手中接过权杖的浮雕，下面用阿卡德語的楔形文字铭刻法典全文，除序言與结语外全文共收錄282条条文，範疇包括诉讼手续、损害赔偿、租佃关系、债权债务、财产继承、处罚奴隶等。
汉摩拉比法典将人分为三种等级：
1. 有公民权的自由民（上等人）
2. 无公民权的自由民（平民）
3. 奴隶
  1. 自由民所属奴隶
  2. 公民私人奴隶

《汉谟拉比法典》的基本原則就是「以眼還眼、以牙還牙」。

## 画廊

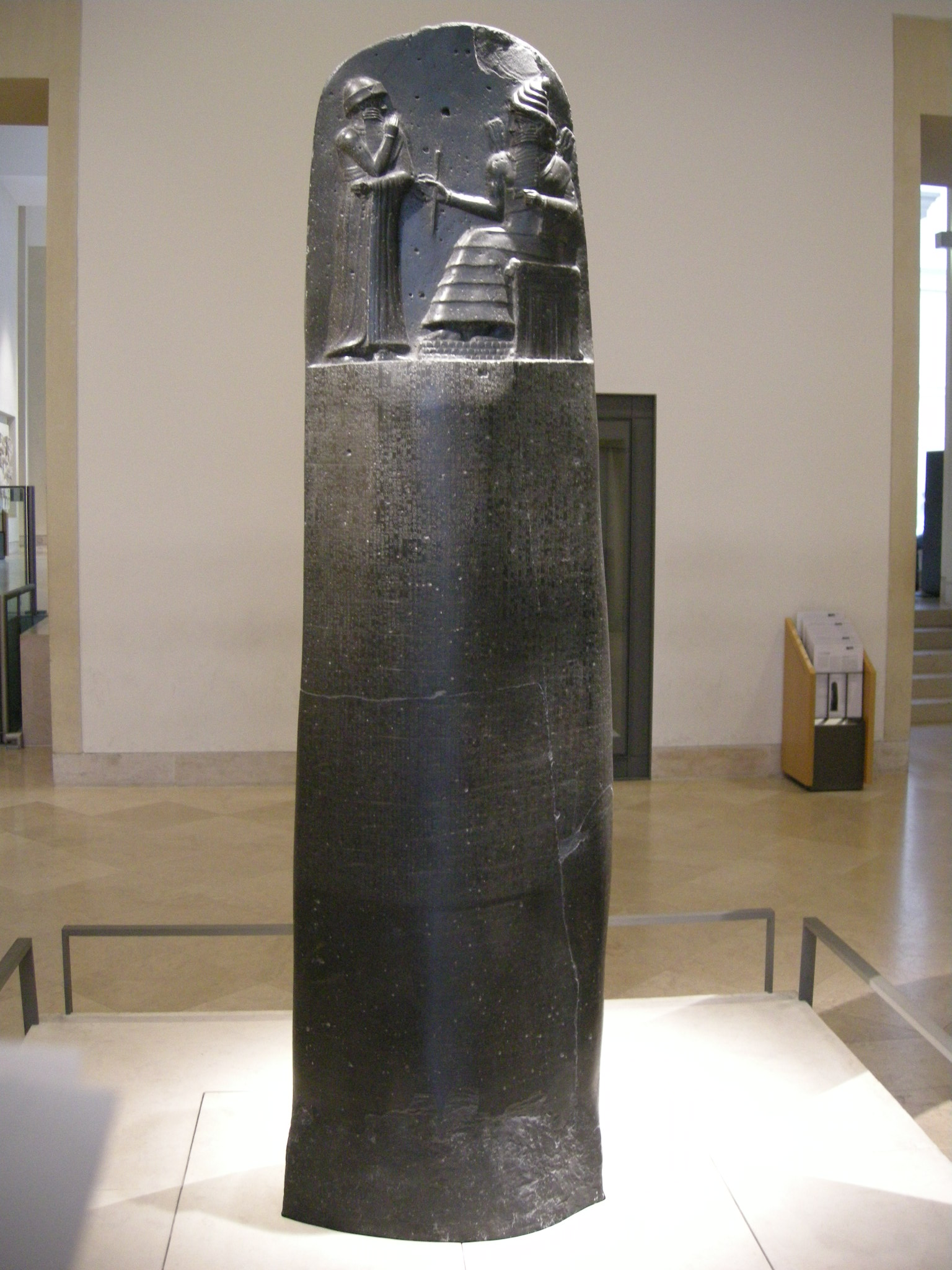
羅浮宫内的汉摩拉比法典
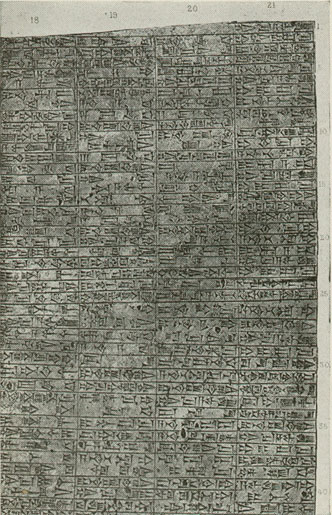
拓片